# Садовый (Калужская область)
Садовый — посёлок в Бабынинском районе Калужской области России. Входит в сельское поселение «Село Муромцево».

## География
Находится в центральной части Калужской области, в зоне хвойно-широколиственных лесов, в пределах Мещовского ополья, при автодороге М3.

### Климат
Климат населённого пункта характеризуется как умеренно континентальный, с чётко выраженными временами года. Среднегодовая многолетняя температура воздуха составляет 4 — 4,6°С. Средняя температура самого холодного месяца (января) составляет −8,9 °C; самого тёплого (июля) — 17,8 °С. Среднегодовое количество атмосферных осадков составляет 650—730 мм. Продолжительность безморозного периода — около 149 суток.

## История
В 1975 г. Указом Президиума ВС РСФСР посёлок центральной усадьбы совхоза «Воротынский» переименован в Садовый.

## Население
| 2002 | 2010 |
| ---- | ---- |
| 238  | ↘198 |

## Инфраструктура
Личное подсобное хозяйство с зоной сельскохозяйственного использования, индивидуальная застройка усадебного типа.
Основа экономики — сельское хозяйство.
Савинские яблочные сады.

## Транспорт
Остановка общественного транспорта в центре посёлка. 